# Scepanotrocha haueri
Scepanotrocha haueri är en hjuldjursart som beskrevs av Donner 1962. Scepanotrocha haueri ingår i släktet Scepanotrocha och familjen Habrotrochidae.

## Underarter
Arten delas in i följande underarter:
- S. h. amota
- S. h. haueri